# Ковачево (Благоєвградська область)
Кова́чево (болг. Ковачево) — село в Благоєвградській області Болгарії. Входить до складу общини Санданський.

## Населення
За даними перепису населення 2011 року у селі проживали 18 осіб, усі — болгари.
Розподіл населення за віком у 2011 році:
Динаміка населення: